# NGC 887
NGC 887 este o galaxie spirală situată în constelația Balena. A fost descoperită în 30 decembrie 1785 de către William Herschel. Se află la o distanță de 71,45 de megaparseci de Pământ.